# Carmen de la Fundación Rodríguez Acosta
Sobre el turó del Mauror —o dels Aguadores—, a la ciutat de Granada és la seu de la Fundación Rodríguez Acosta, que des de la seva creació el 1941 per llegat testamentari del pintor José María Rodríguez Acosta, desenvolupa la seva activitat basada en la difusió de la cultura en la seu més ampli concepte. Tant el Carmen com els jardins van ser declarats Monument Històric Nacional en 1982, passant posteriorment a ser Bé d'Interès Cultural.
El Carmen que s'erigeix a la rodalia de les Torres Bermejas, proper a l'Alhambra, va ser dissenyat per albergar l'estudi del pintor granadí José María Rodríguez Acosta, sent el veritable artífex del projecte arquitectònic, encara que va rebre el suport tècnic dels arquitectes Ramón Santa Cruz i de Modesto Cendoya en el projecte inicial de 1916 i de l'arquitecte Teodoro Anasagasti y Algán en 1921 i d'un segon projecte de la mà de l'arquitecte granadí José Felipe Jiménez Lacal a partir de 1924.
Els membres del patronat, en paraules del seu fundador han de ser:
| «                              | Hombres de espíritu abierto, de noble corazón, que aunque tengan sus normas particulares sean capaces de analizar sin rencor ni hostilidad las distintas sugestiones con alegría, con la fecunda alegría de querer ensanchar los conocimientos de este milagro que es la vida y que tenemos el gozoso deber de hacer cada vez más noble, más bella y más dichosa. | » |
| — José María Rodríguez-Acosta. | |   |

Han de figurar entre els seus membres, professors d'universitat i altres centres d'ensenyament o recerca, així com altres persones particulars de condicions apropiades a les finalitats de la fundació. Van formar part del seu primer Patronat membres tan il·lustres com Ortega y Gasset, Manuel de Falla o Fernando de los Ríos.
L'Institut Gómez Moreno és una institució cultural de caràcter privat per albergar el llegat de l'arqueòleg i historiador granadí Manuel Gómez-Moreno Martínez. La principal finalitat del centre de recerca és la promoció, protecció, foment i divulgació de l'arqueòleg, i consta d'arxiu, biblioteca i museu. A la seva mort, la família de l'autor en 1973 dona a la Fundació Rodríguez Acosta la col·lecció artística i documental, quedant inaugurat el 1982 el centre. L'edifici es construeix ex profeso en uns terrenys annexos al Carmen Blanco, projecte de l'arquitecte José María García de Paredes en 1978, i des que es va obrir al públic l'Institut ha vingut mostrant les col·leccions de pintura, escultura, arts decoratives, arqueologies, teixits, gravats i dibuixos de l'historiador. En la col·lecció de pintures es poden contemplar obres de representants de l'escola espanyola dels segles xvii a xx, com Zurbarán, Francisco Pacheco, Alonso Cano, Marià Fortuny i de Madrazo i Sorolla, entre d'altres.

## Enllaços externs

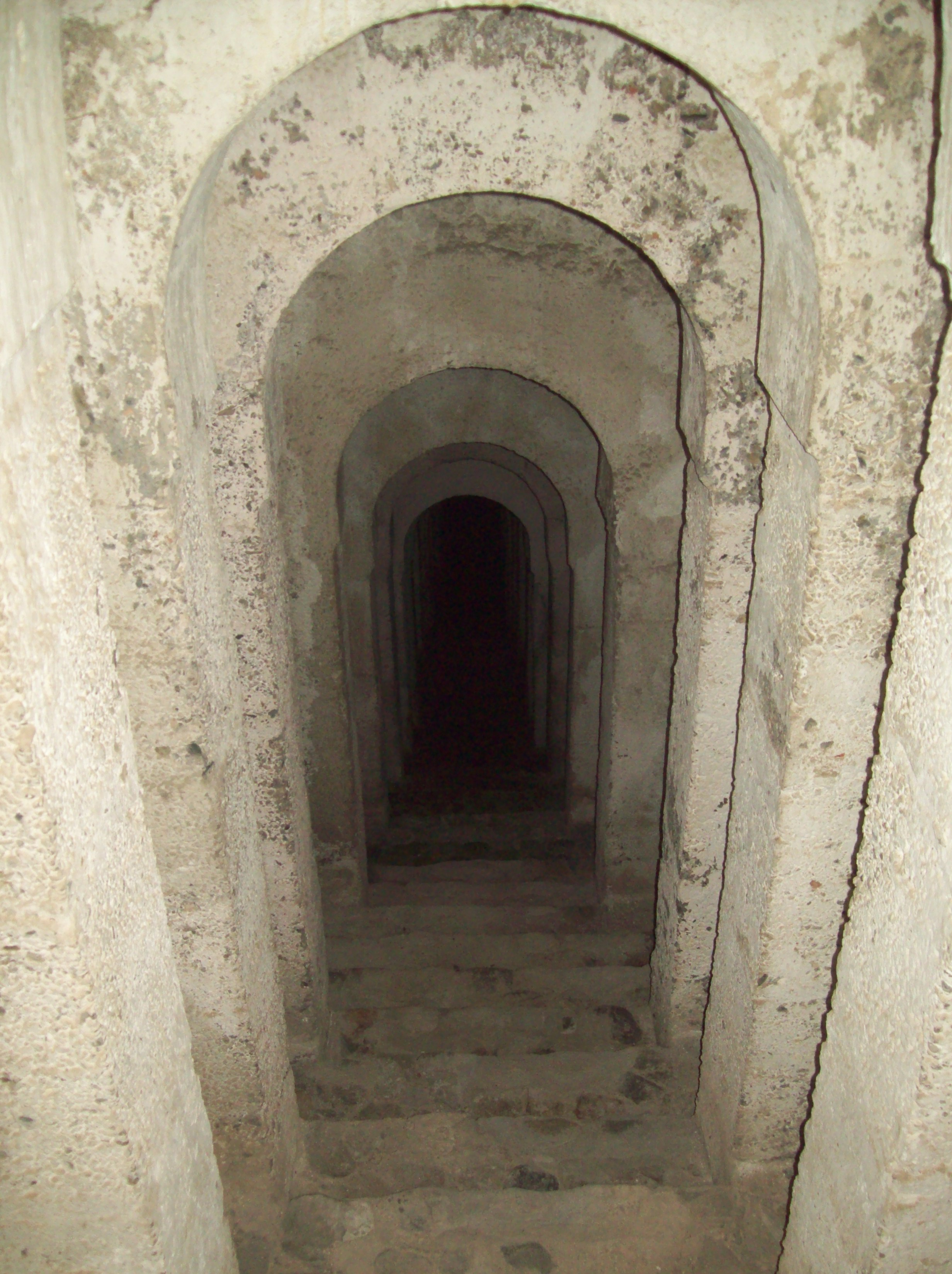
Entrada als passadissos
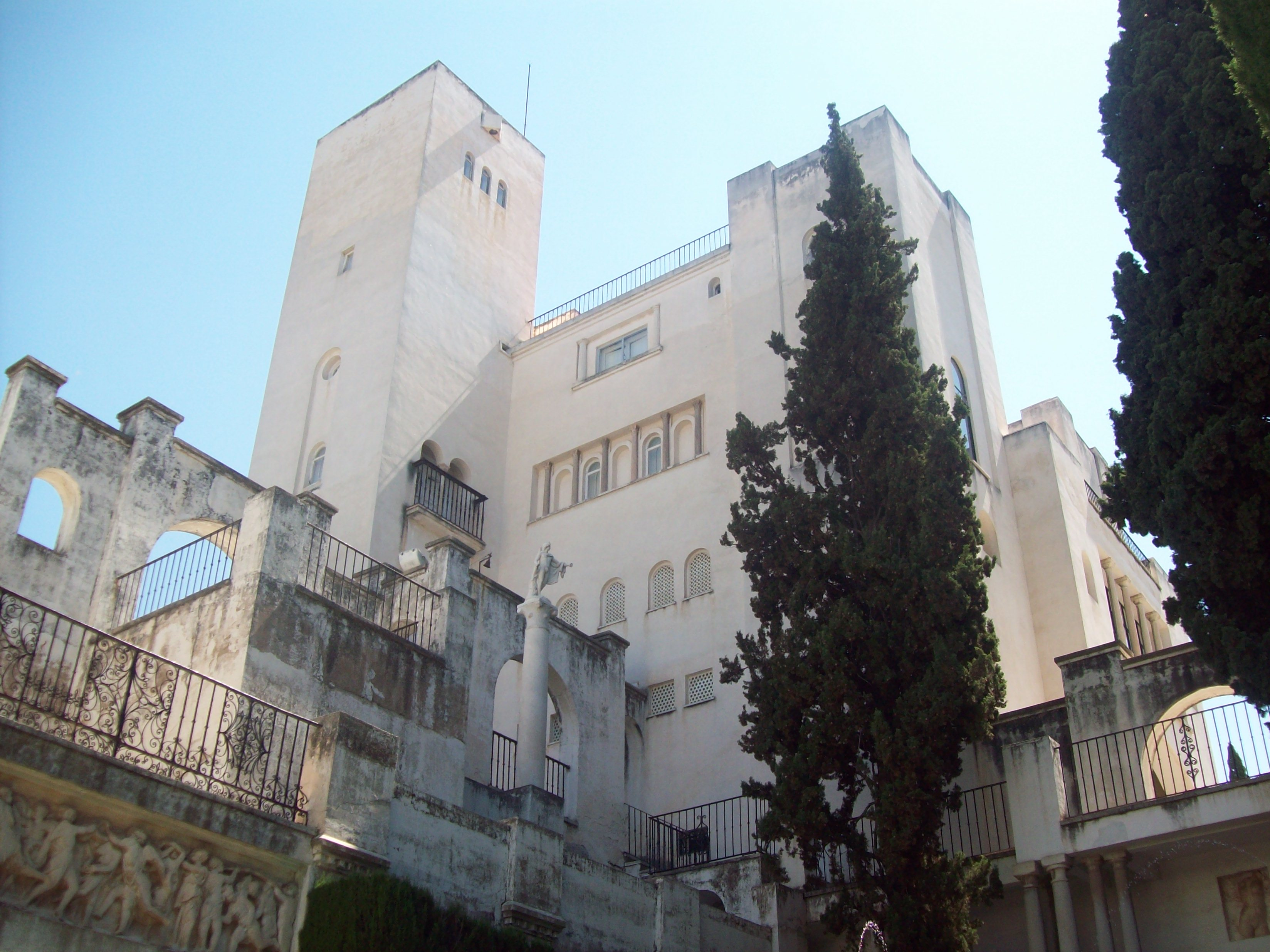
El Carmen Blanco
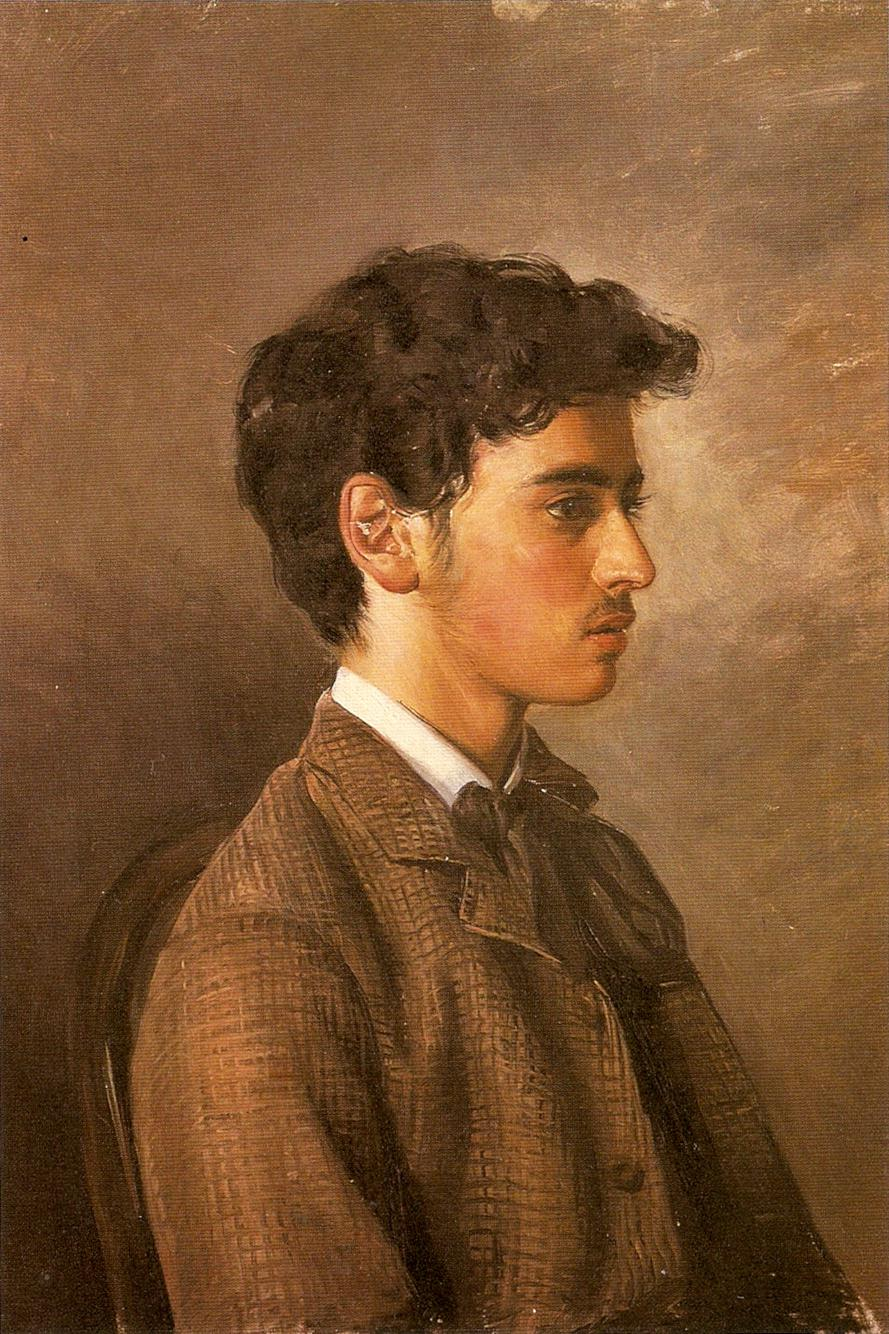
Retrat de Manuel Gómez-Moreno Martínez als 14 anys, pintat pel seu pare
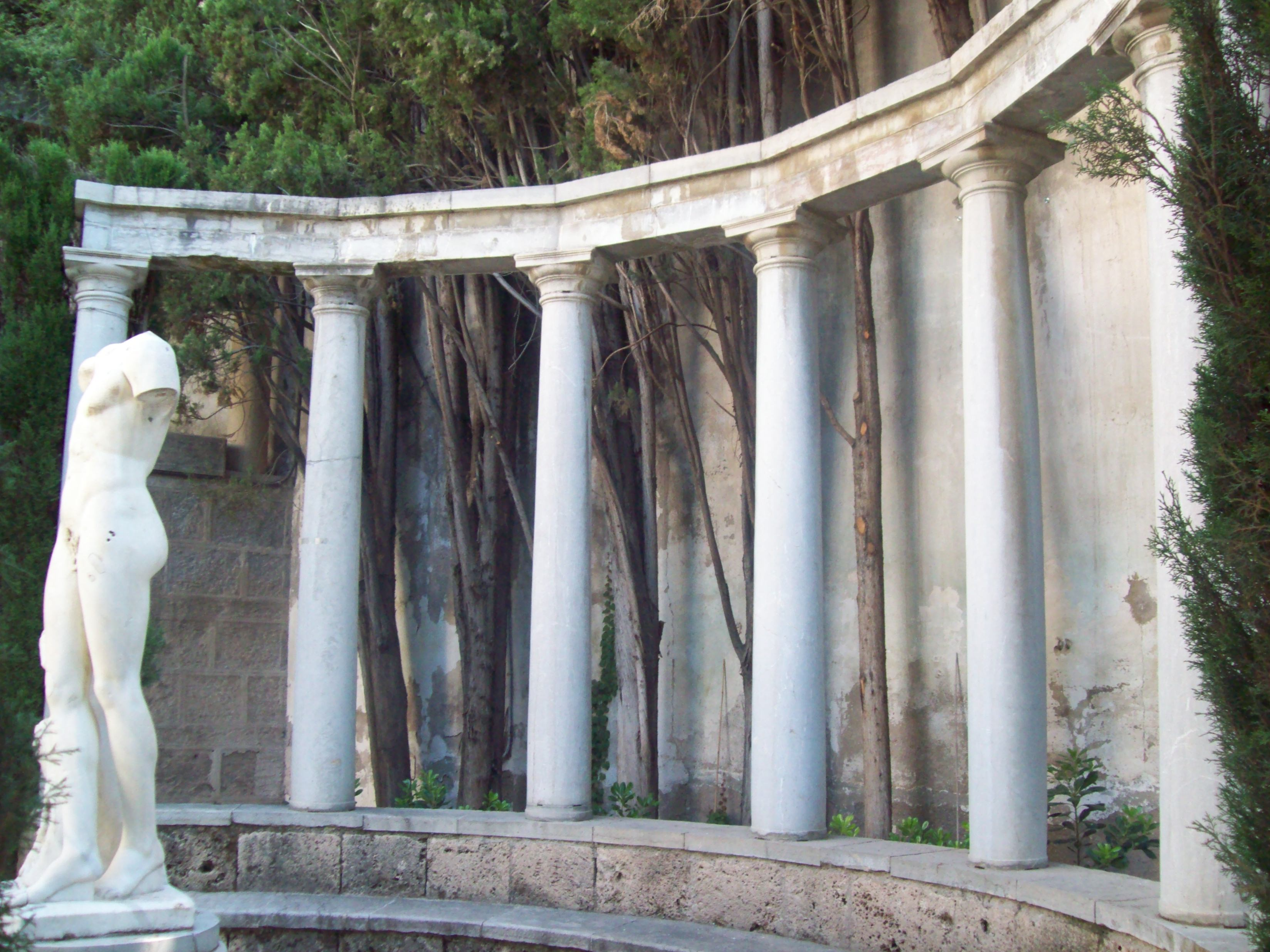
Jardins